# Telex (Band)
Telex war eine belgische Band, die 1978 gegründet wurde und für Belgien beim Eurovision Song Contest 1980 antrat. Ihre Mitglieder waren von Beginn an Marc Moulin († 2008), Dan Lacksman und Michel Moers. Die Gruppe mischt verschiedene musikalische Stile, darunter Punk, Disco und Synthiepop und verwendet ausschließlich elektronische Instrumente und Vocoder.

## Geschichte

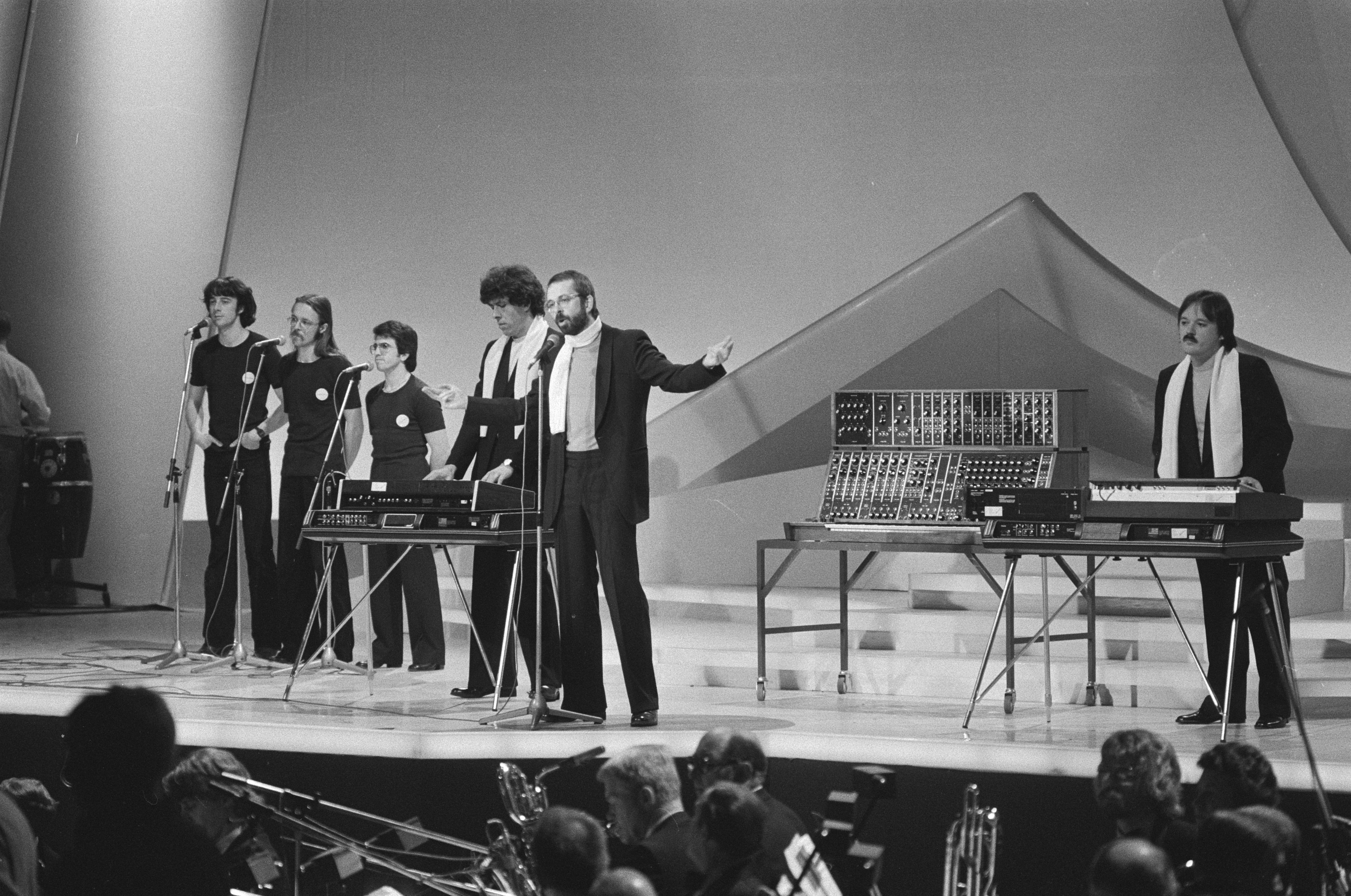
Telex bei den Proben zum Eurovision Song Contest 1980

Telex wurde ursprünglich als Spaßprojekt gegründet. Zunächst nahm sie Electro-Coverversionen internationaler Hits auf. Erste Erfolge hatte sie mit ihren Versionen der Titel Rock Around the Clock von Bill Haley, Ça plane pour moi von Plastic Bertrand und Dance to the Music von Sly Stone. 1979 veröffentlichte sie ihren ersten eigenen Titel Moskow Diskow, mit dem sie auch international Bekanntheit erlangte. Daraufhin erschien ihre erste LP namens Waiting for St. Tropez. 1980 nahm sie auf Anraten ihres Managers am belgischen Vorentscheid zum Eurovision Song Contest teil, der vom wallonischen Fernsehsender RTBF unter dem Titel Éliminatoires belges du grand prix de la chanson veranstaltet wurde. Telex konnte die Vorentscheidung gegen die sechs anderen teilnehmenden Künstler gewinnen. Ihr Beitrag Euro-vision war beim Eurovision Song Contest 1980 in Den Haag der erste Beitrag über den Wettbewerb selbst. Telex erhielt dafür 14 Punkte (darunter aus Portugal die zweithöchste Wertung von zehn Punkten) und erreichte den 17. Platz unter 19 Teilnehmern. Im selben Jahr erschien ebenfalls die LP Neurovision. Das aufwändige Cover wurde von dem belgischen Cartoonisten Eddy Vermeulen gezeichnet.
Nach dem Eurovision Song Contest verließen Telex das Label rkm, das in Deutschland über Hansa von Ariola in Frankreich von wea und Großbritannien von Sire vertrieben wurde.
Das neue britische Plattenlabel der Band, Virgin Records (in Belgien war die Band zu dem Zeitpunkt bei Ariola unter Vertrag, in Deutschland bei Teldec), war mit dem Ergebnis nicht zufrieden und schlug deshalb einen Richtungswechsel vor. Die Band sollte als Bestandteil der New-Wave-Bewegung etabliert werden. In England wurde als Ergebnis die Single L’amour Toujours etwas hektisch im Jahr 1982 veröffentlicht. Für das dritte Album Sex (in Großbritannien Birds and Bees) half die Band Sparks beim Verfassen der Texte. Virgin konnte sich nur teilweise durchsetzen – so wurden einige Titel nur auf Birds and Bees, nicht jedoch auf Sex veröffentlicht. Telex zog es zu dieser Zeit vor, nicht live aufzutreten und sich anonym im Hintergrund zu halten. Vom vierten Album Wonderful World (in Deutschland von WEA vertrieben) wurden nur wenige Exemplare veröffentlicht. Hier experimentierten Telex mit Sampling. Die Single Peanuts wurde auf einem Fairlight CMI aufgenommen und 1987 in Deutschland von Polydor auf den Markt gebracht. 1988 wechselte Telex zu Atlantic Records für den außerbelgischen Markt (in Belgien: Magnetic) und veröffentlichte das Album Looney Tunes, welches weiterhin mit gesampelten Werken aufwartete und insgesamt kein großer kommerzieller Erfolg wurde. 1989 veröffentlichte die Band ein Album mit Remix-Versionen früherer Titel im House-Stil.
Im Jahr 1993 erschien auf dem Label J'M2 eine Box mit vier CDs namens Belgium… One Point. Der Titel spielte auf die Punktevergabe beim Eurovision Song Contest an. Die bis dahin erschienenen Alben wurden mit etlichen Bonustiteln und bislang unveröffentlichten weiteren Tracks zusammengestellt. Marc Moulin verfasste für das Booklet süffisante Kommentare zu jedem einzelnen Titel, dazu gesellten sich Skizzen des Cartoonisten Eddy Vermeulen.
Obwohl die Band sich nie getrennt hat, brachte sie bis 2006 keine weiteren Veröffentlichungen heraus. Das erste Album seit langem, How Do You Dance von 2006, das fünf neue Lieder nebst fünf Coverversionen enthält, wurde bei EMI veröffentlicht und schaffte es in die belgischen Verkaufscharts. Telex produzierte auch Remix-Versionen für anderen Bands, so zum Beispiel der Lieder A Pain That I’m Used To von Depeche Mode und Minimal der Pet Shop Boys.
Im Januar 2021 kündigten Telex und Mute Records eine neue Partnerschaft an. Am 30. April 2021 erschien die Zusammenstellung This is Telex mit 14 neu abgemischten und remasterten Tracks, auf der sich auch die bislang unveröffentlichten Titel Dear Prudence von den Beatles und The Beat Goes On von Sonny & Cher befanden. In den nachfolgenden Monaten verbrachten Dan Lacksman und Michel Moers Zeit im Studio, um alle ihre Alben neu abzumischen und zu remastern. Dies mündete in einer Box mit Vinyl-LPs und CDs namens Telex, die letztlich am 14. April 2023 auf dem Markt kam, nachdem die Erscheinungstermine mehrfach verschoben werden mussten. Die Titel der verschiedenen LPs wurden dabei teils nur sanft neu abgemischt, andere wiederum teils neu interpretiert und verändert. Dies betraf laut Michel Moers insbesondere die Alben Sex und How Do You Dance. Aber auch die Titel auf Wonderful World aus der Sampling-Phase wurden hörbaren Veränderungen unterzogen. Dennoch fehlen auf dieser Box von Mute Records die vielen Extra-Titel, die 30 Jahre zuvor auf der Box Belgium… One Point vorzufinden waren.

## Diskografie

### Alben
- 1979: Looking for Saint-Tropez
- 1980: Neurovision
- 1981: Sex
- 1984: Wonderful World
- 1988: Looney Tunes
- 2006: How Do You Dance?

### Kompilationen und Remixalben
- 1989: Les Rhythmes Automatiques
- 1993: Belgium … One Point (Box-Set der ersten fünf Alben)
- 1994: Is Release a Humour? - We Love Telex
- 1998: I Don’t Like Music
- 1998: I Don’t Like Remixes: Original Classics 78–86
- 1999: I (Still) Don’t Like Music Remixes Vol. 2
- 2009: Ultimate Best Of
- 2021: This is Telex
- 2023: Telex (Box-Set aller sechs Alben)